# 에스더 박
에스더 박(Esther Kim Pak, 본명: 김점동, 본명 한자: 金點童, 1876년 3월 16일 ~ 1910년 4월 13일) 또는 박에스더는 조선 말기의 한국 최초 미국으로 유학을 간 여성이자, 최초로 서양의학을 전공한 여성이며, 최초로 미국 의사 면허를 받은 여성이다. 미국 볼티모어 여자 의과대학을 졸업하고, 1900년 의사가 되어 귀국했다. ‘에스더’는 감리교회에서 받은 세례명이고, ‘박’은 결혼한 뒤에 따른 남편의 성이다.

## 학력
- 이화학당
- 볼티모어 여자 의과대학[3]

## 생애
1877년 서울에서 태어났으며, 개신교 감리교회 선교사 헨리 아펜젤러의 집에서 잡일을 봐주던 아버지 김홍택의 영향으로 외국인 선교사와 연이 닿았다. 개신교 선교 초기에 기독교로 개종하여 감리교회 선교사인 프랭클린 올링거 목사에게 세례를 받았다. 선교사인 스크랜튼 부인이 이화학당을 고종황제의 윤허를 받아 설립하고, 이화학당에 네번째 학생으로 입학하여 신학문을 배웠다.
11세 때 이화학당에 입학하였고, 졸업할 무렵에는 신앙생활을 잘하며, 학생들과 기도회를 이끌 정도로 열정을 보였다. 보구녀관(保救女館)(현재, 이화여대 의료원)에서 외국 의사들의 통역을 할 수 있을 만큼 영어를 잘했다. 그때 통역을 하면서 의사를 돕고 환자를 간호하며 약을 지었다.
여성들을 치료하던 여성 의사 로제타 홀 교수는 수술이 있을 때마다, 평양에서 선교 활동을 하던 남편과 떨어져 서울에서 지내던 에스더를 불러 보조자 역할을 하게 했다. 그녀는 수술 보조자 역할을 두려워했지만 로제타 홀을 보조하였다. 로제타 홀 교수가 집도했던 당시 사회에서 차별받던 입술갈림증(언청이) 환자 수술에도 보조하였다. 입술 수술 후 기뻐하며 퇴원하던 환자들을 보고 크게 감동받아 의사가 되기로 결정했다. 이 무렵 에스더는 로제타 홀의 주선으로 17세에 결혼하였다. 홀 교수의 남편이었던 윌리엄 홀 박사의 조수였던 박여선이었다.
19세 때 남편과 함께 미국으로 건너가서 1896년 20세 때 볼티모어 여자 의과대학(Woman's Medical College of Baltimore) 학생이 되었다. 미국 기독교 선교 여의사들이 도와주었기 때문에 유학이 가능했다. 에스더의 유학 중 남편은 볼티모어 식당에서 일하며 아내의 뒷바라지를 하였다. 당시로서는 상상할 수 없는 남편의 도움이었고, 에스더는 늘 남편에게 고마워했다. 그러나, 에스더 졸업을 3주 앞두고 당시 난치병이던 폐결핵으로 세상을 떠났다.
1900년 박에스더는 대학을 졸업하고 귀국해서 여성병원인 보구녀관에서 일했다. 한국인 최초의 서양 의사는 서재필이었으나, 실제로 의사로서 활동한 한국인 의사는 박에스더가 처음이다. 귀국 후 10개월 동안 진료한 환자가 3천 명이 넘었다. 그러나 귀국후 10년만이었던 1910년 4월 13일 폐결핵으로 인해 34세 때 세상을 떠났다.

## 기타
- 쉬는 날에는 시골로 병자를 찾아다니면서 주로 가마를 타고 다녔지만, 산골에는 걸어다니거나 당나귀를 타고 환자를 찾아갔을 정도라고 한다.
- 고종으로부터 은메달을 수여받았다.

## 참고 자료
- 김은신 (1995년 11월 1일). 〈여의사/언청이 수술 보고 의사되기로 결심〉. 《이것이 한국 최초》. 삼문. 21~23쪽. ISBN 9788985407359.